# Belmonte Calabro
Belmonte Calabro, Bellimontis en llatí, Bellimunti en dialecte belmontès), conegut simplement com a Belmonte amb anterioritat a la creació del regne d'Itàlia, és un municipi italià de 2.227 habitants, té una extensió de 23 km² i una densitat de població de 131 hab/km².

## Situació geogràfica
Es troba a la província de Cosenza a la regió de Calàbria, Itàlia, penjat sobre el cim d'un pujol en la costa del mar Tirrè Limita amb Amantea al sud, Lago al nord-est, Longobardi al nord, Mendicino, San Pietro d'Amantea a l'est i el mar Tirrè a l'oest.

## Economia
Centre agrícola i turístic, és famós per la producció del "pomodoro di Belmonte".

## Història
Belmonte va ser fundat prop del 1270, sota el regne de Carles I d'Anjou, amb la construcció d'un castell en el territori d'Amantea per Drogone de Beaumont,l'algutzir responsable per a la nova fortificació a Calàbria, amb ordre per a proveir resistència als partidaris del pretendent al tron Conradin de Hohenstaufen. Durant la guerra de les Vespres sicilianes (1282),Belmonte va ser conquistada per tropes Siciliano-Aragoneses. Va Ser elevada al status de comtat i assignada a Pietro Salvacossa. El 1360 el comtat va ser lliurat per la reina Joana II de Nàpols a una família d'Amantea, que la va mantenir fins a l'any 1443.En aquest any els aragonesos van transformar Belmonte en una Baronia i assignat a la família Tarsia, qui la van mantenir fins a l'any 1578. Durant la permanència d'aquesta família feudal, el poeta petrarcano Galeazzo di Tarsia va compondre el seu canzoniere o Llibre de Cançons en el castell de Belmonte. Sota la senyoria Tarsia, Belmonte va ser assetjada diverses vegades: durant les invasions de Carles VIII i Lluís XII de França, entre el 1495 i el 1503, i altra vegada el 1528 sota el mandat de l'algutzir francès Odet de Foix, Vescomte de Lautrec.
Els Tarsia van ser succeïts pels Ravaschieri Fieschi, dels comtats Fieschi de Lavagna, una antiga família de poderosos banquers Genovesos.Belmonte és comprada als Tarsia per 28,220 ducats. El 1619 el títol de Príncep de Belmonte va ser concedit als Ravaschieri pel rei Felip III d'Espanya. El principat de Belmonte va ser ampliat en 1630 amb la compra del poble d'Amantea i el solar de San Pietro. El 1647, durant la revolta de Masaniello, el Príncep va proveir 200 dels seus vassalls Belmontesos armats a Nàpols per a assistir al Virrei. El 1685, la família Ravaschieri no tenia hereu masculí i el principat de Belmonte va passar primer als Pinelli per matrimoni i el 1722 altra vegada per matrimoni als Pignatelli.
La seva Serena Altesa príncep Antonio Pignatelli, Sisè príncep de Belmonte per matrimoni i un Príncep del Sacre imperi Romà en el seu propi dret, van encunyar la seva pròpia moneda les quals hi havia la famosa "zecchino de Belmonte", una moneda d'or sobre la qual apareix el cap d'ambdós prínceps i l'escut d'armes. El 1806 i el 1807 Belmonte recolzà a Amantea i Fiumefreddo mentre estaven sota assetjament de les tropes franceses comandades pel General Peyri. El castell de Belmonte va anar l'últim en rendir-se.Sota l'ocupació francesa,Belmonte es va transformar en el centre de l'àrea administrativa de Crati, comprenent el territori que va des d'Amantea a la Guàrdia Piemontesa i incloent les ciutats de Aiello, Altilia, Mangone i Rogliano. Amb la proclamació del Regne d'Itàlia, Belmonte va guanyar l'addicional nom de Calabro, per a distingir-se d'altres pobles italians del mateix nom.

## Alcalde
Luigi Provenzano des de les eleccions de 2006